# (15817) Lucianotesi
(15817) Lucianotesi ist ein erdnaher Asteroid des Amor-Typs, der am 28. August 1994 von den italienischen Astronomen Andrea Boattini und Maura Tombelli am Osservatorio Astronomico della Montagna Pistoiese (IAU-Code 104) in San Marcello Pistoiese entdeckt wurde.
Der Asteroid wurde nach dem italienischen Astronomen und erfolgreichen Asteroidenentdecker Luciano Tesi (* 1931) benannt.